# Гортински закони
Гортинските закони са свод или набор от закони открити в древногръцкия град Гортина на остров Крит.
Съхранени са под формата на надпис на древногръцки дорийски диалект от 5 век пр.н.е. върху каменна стена. Предполага се, че те са отражение на много по-древни правни постановки.
Гортинските закони са най-древният законодателен паметник в Европа. Открити са от италианския археолог Федерико Халбер в 1884 г. върху камъни, използвани за изграждането на театър. По всяка вероятност, камъните са били част от здание на обществен съд в древността. Първоначално са намерени само 4 от 12-те камъка със законите, но впоследствие германски учени откриват и останалите 8 каменни тухли.
Аристотел в своята Политика отбелязва, че древните критяни били известни със своето законодателство и право, откъдето то било възприето и в Древна Гърция, и в частност в Спарта. Някои учени предполагат, че законите датират още от времето на легендарния Минос.